# Wojciech Kaczmarek (żołnierz)
Wojciech Kaczmarek (ur. 20 grudnia 1899 w Bochum, zm. 6 grudnia 1968 w Zabrzu) – polski urzędnik skarbowy, starszy ogniomistrz Wojska Polskiego, kawaler Orderu Virtuti Militari.

## Życiorys
Urodził się w rodzinie Jana i Charlotty z Dzikowskich. Absolwent szkoły powszechnej i szkoły handlowej w Bochum. W 1917 powołany do armii niemieckiej. W listopadzie 1918 zdezerterował z niej i wyjechał do Warszawy.
Wstąpił do odrodzonego Wojska Polskiego i służył początkowo w Sztabie Generalnym. 24 stycznia 1919 otrzymał przydział do 1 pułku artylerii polowej Legionów i w jego szeregach wziął udział w wojnie polsko-bolszewickiej. W sierpniu 1920, podczas ostrzeliwania wsi Świniuchy z otwartej pozycji przez 8 baterię pułku, pod ogniem nieprzyjacielskiego ckm z własnej inicjatywy przejął funkcję celowniczego i kontynuował celny ogień z działa. 1 września 1920 dowódca 2 Armii odznaczył go Krzyżem Srebrnym Orderu Virtuti Militari.
Po wojnie zdemobilizowany. Pracował w firmach na terenie Torunia, Leszna i Mikołowa. Od września 1931 pozostawał bez pracy. 29 października 1932 został zatrudniony Urzędzie Skarbowym w Rybniku, w charakterze sekwestratora podatkowego.
We wrześniu 1939 ewakuowany do Lwowa, pracował później w Powszechnym Towarzystwie Elektrycznym w Żurawicy. Po zakończeniu II wojny światowej pracował jako urzędnik w Zabrzu. Tam też zmarł i został pochowany na miejscowym cmentarzu.

## Życie prywatne
27 września 1930 w Mikołowie zawarł związek małżeński. Miał córki: Halinę Marię (ur. 30 września 1931), Janinę Antoninę (ur. 1937) i Wandę Jadwigę (ur. 1943).

## Ordery i odznaczenia
- Krzyż Srebrny Orderu Virtuti Militari nr 374[1]
- Krzyż Walecznych trzykrotnie[6][2]
- Odznaka pamiątkowa „Orlęta”[6]
- Gwiazda Przemyśla[6]
- Odznaka Dowództwo W.P. Wschód 1918–1919[6]